# Ambrosiella ferruginea
Ambrosiella ferruginea är en svampart som först beskrevs av Math.-Käärik, och fick sitt nu gällande namn av L.R. Batra 1968. Ambrosiella ferruginea ingår i släktet Ambrosiella och familjen Ceratocystidaceae.   Inga underarter finns listade i Catalogue of Life.